# Congofarer
Congofarer er en samlet betegnelse for de danskere/skandinaver som drog til Fristaten Congo (1885-1908).
Skandinaver har haft en betydelig tilstedeværelse i Fristaten Congo, en periode præget af europæisk kolonialisme i det Centrale Afrika. Dette engagement har rødder i det 19. århundrede og strækker sig ind i det 20. århundrede, hvor skandinaviske militære personer, missionærer, handelsfolk og eventyrere deltog i Belgiens kolonisering af Congo.

## Historisk kontekst
Fristaten Congo, et område på størrelse med Vesteuropa, blev grundlagt af den belgiske kong Leopold 2. i 1885. Regionen var kendt for sin rige naturressourcer, herunder gummi og elfenben. Mens Belgien var hovedaktøren i koloniseringen, havde andre europæiske nationaliteter også en tilstedeværelse i regionen, herunder Danmark.

## Danskere i Force Publique under Kong Leopold 2.
Nogle danskere spillede en rolle i Fristaten Congo ved at arbejde for Force Publique, den væbnede styrke, der blev etableret af Kong Leopold II. Force Publique blev ofte brugt til at håndhæve kolonial kontrol, indsamle naturressourcer og undertrykke det oprindelige folk i Fristaten Congo. Danske officerer blev nogle gange hyret af Kong Leopold II for at træne og lede enheder inden for Force Publique. Disse danskere bidrog til at styrke den militære tilstedeværelse og magtstrukturen i regionen. De deltog også i ekspeditioner og operationer rettet mod indfødte grupper. Danskernes virken i Force Publique afspejler den komplekse og ofte kontroversielle karakter af europæisk kolonialisme, hvor militær magt blev brugt som et redskab til at opretholde koloniale interesser.